# Carmen Douma-Hussar
Carmen Douma-Hussar, född den 12 mars 1977, är en kanadensisk friidrottare som tävlar i medeldistanslöpning.
Douma-Hussar började sin karriär som terränglöpare och hennes första mästerskap i banlöpning var inomhus-VM 2004 där hon blev silvermedaljör på 1 500 meter på tiden 4.08,18. Hon deltog även vid Olympiska sommarspelen 2004 där hon blev nia.
Vid VM 2005 i Helsingfors var hon i final och slutade där nia på 1 500 meter, på tiden 4.05,08. Vid Samväldesspelen 2006 blev hon femma denna gång på tiden 4.07,48.
Vid VM 2007 misslyckades hon att ta sig vidare från försöken.

## Personliga rekord
- 1 500 meter - 4.02,29